# Diasiella diasi
Diasiella diasi ist ein zur Klasse der Saugwürmer gehörender Parasit der Bauchspeicheldrüse bei fischfressenden Vögeln. Die Art ist der einzige Vertreter der Gattung Diasiella und der Unterfamilie Diasiellinae. Typuswirt ist der Amerika-Schlangenhalsvogel. Er kommt in Nordamerika auch beim Kanadareiher, beim Silberreiher, beim Weißkopfseeadler und beim Fischadler vor.

## Merkmale
Der Körper ist spindelförmig mit abgerundeten Enden und oft mit querverlaufenden Verdickungen der Neodermis versehen, die dem Parasiten ein seitlich faltiges oder geringeltes Aussehen verleihen, was insbesondere im hinteren Körperbereich auftritt. Ein Mundsaugnapf fehlt, aber die Mundöffnung bildet einen Vorhof mit muskulösen Rändern. Der Bauchsaugnapf ist sehr klein. Der Pharynx ist lang, der Ösophagus teilt sich bereits nahe dem Vorderende in die beiden Blinddärme, die nahe bis an das Hinterende reichen. Die Hoden sind symmetrisch und überlappen mit ihrem hinteren Pol die Blinddärme bauchseitig. Das gewundene Samenbläschen liegt vor dem Bauchsaugnapf. Das gelappte Ovar liegt vor den Hoden. Das Receptaculum seminis ist vor dem Ovar und etwas rückenseitig von ihm  positioniert, ein Laurer-Kanal fehlt. Der Uterus liegt zwischen den Blinddärmen und bauchwärts von ihnen, zwischen Ovar und Bauchsaugnapf. Sein Endabschnitt bildet vor dem Bauchsaugnapf Schleifen. Das Vitellarium besteht aus vielen Dotterfollikeln seitlich der Blinddärme.